# Venturia palustris
Venturia palustris är en svampart som beskrevs av Sacc., E. Bommer & M. Rousseau 1886. Venturia palustris ingår i släktet Venturia och familjen Venturiaceae.   Inga underarter finns listade i Catalogue of Life.